# Семененко Віктор Олександрович
Віктор Олександрович Семененко (*1956) — український дипломат.

## Біографія
Народився 30 січня 1956 року в селі Богданівка Знам'янського району на Кіровоградщині.
З 08.2003 по 10.2004 — тимчасово повірений у справах України в Нігерії.
З 08.2003 по 10.2004 — тимчасово повірений у справах України в Гамбії за сумісництвом.